# Плевен, Рене
Рене Жан Плевен (фр. René Jean Pleven; 15 апреля 1901, Ренн — 13 января 1993, Париж) — французский политик и государственный деятель, дважды, с 12 июля 1950 по 28 февраля 1951 года и с 10 августа 1951 по 7 января 1952 года будучи премьер-министром Франции, возглавлял кабинет министров Четвёртой республики.
После изучения законодательства и политики в Париже, до 1939 года Рене Плевен работал директором британской телефонной компании. 
В 1940 году он присоединился к основанному Шарлем де Голлем патриотическому движению французов за национальную независимость Франции от фашистов — «Сражающаяся Франция». 
С 1941 года, под командованием генерала Шарля де Голля служил в качестве члена Французского национального комитета — правительства в изгнании, с 1943 года до своего возвращения во Францию в 1944 году входил в состав Французского комитета национального освобождения. Был главным организатором состоявшейся в начале 1944 года Браззавильской конференции.
Во Франции он занял пост министра колоний, а в ноябре 1944 года был министром финансов в кабинете де Голля. В кабинете министров Жоржа Бидо Рене Плевен получил пост министра обороны. 
В 1946 основал и возглавил партию Демократический и социалистический союз сопротивления (ЮДСР).
На пике своей политической карьеры, с 1950 по 1952 год, Плевен был дважды премьер-министром Франции. 
С 1952 по 1954 год он снова был министром обороны Франции.
В 1958 году Рене Плевен был назначен министром иностранных дел Четвертой республики. 
С 1958 по 1969 год он был членом Европейского Парламента.
В 1969 году он был назначен министром юстиции Франции. 
С 1974 по 1976 год он был президентом Регионального совета Бретани.